# میینا تومیناگا
میینا تومیناگا (انگلیسی: Miina Tominaga; ۳ آوریل ۱۹۶۶ – ) صداپیشه، و بازیگر خردسال اهل ژاپن بود. وی از سال ۱۹۷۱ میلادی تاکنون مشغول فعالیت بوده‌است.